# Comté de Suffolk (New York)
Pour les articles homonymes, voir Comté de Suffolk.
Le comté de Suffolk (en anglais : Suffolk County) est l'un des 62 comtés de l'État de New York, aux États-Unis. Il est situé dans l'agglomération new-yorkaise. Le siège du comté est Riverhead.

## Géographie
Le comté est situé sur l'île de Long Island, dont il occupe les deux tiers orientaux de la superficie.
Limité à l'Ouest par le comté de Nassau, l'extrémité orientale du comté de Suffolk se termine par deux péninsules baptisées respectivement North Fork et South Fork, qui encadre une baie nommée Peconic Bay isolée de l'océan Atlantique et de la Gardiners Bay par la Shelter Island. Au Nord, le comté est baigné par le Long Island Sound, tandis les côtes Sud sont bordées par l'Atlantique.
La South Fork abrite notamment la région des Hamptons qui comptent plusieurs villes et villages réputés dans le monde pour être parmi les zones de villégiatures les plus prisées par l'élite américaine et spécialement par celle de New York.

## Population
Au recensement de 2020, le comté était peuplé de 1 525 920 habitants, répartis sur une superficie de 2 363 km2. La densité du comté est ainsi portée à 632 h/km2. La plus grande agglomération du comté dont la population a été comptabilisée durant la même période, est la ville de Brookhaven qui compte 486 364 habitants.

## Localités
Dix villes sont situées sur le territoire du comté :
- Babylon
- Brookhaven
- East Hampton
- Huntington
- Islip
- Riverhead
- Shelter Island
- Smithtown
- Southampton
- Southold

Le comté abrite quelques localités dont la plus célèbre est probablement celle d’Amityville, une banlieue de la ville de Babylon, qui fut le théâtre d'un mystérieux massacre en novembre 1974 : l'affaire d'Amityville.